# Степанян, Нерсес Михайлович
Нерсес Михайлович Степанян (арм. Ներսիկ (Ներսես) Ստեփանյան, 14 февраля 1898 — 25 июня 1937) — армянский советский экономист, государственный и партийный деятель. Ректор Закавказского коммунистического университета с 1931 года. Профессор (1935), преподаватель Ереванского государственного университета, заведующий кафедрой гражданской экономики. Один из руководителей большевистской организации Александрополя. Народный комиссар просвещения Армянской ССР.

## Биография
Родился в многодетной семье виноградаря-торговца, семь сыновей и две дочери.
Окончил гимназию в Елисаветполе. В 1915 году под влиянием книги Кропоткина «Речи бунтовщика» примкнул к анархистам-коммунистам. В декабре 1917 года вступил в РСДРП (б), был мобилизован в армию. Окончил военно-мотоциклетную школу в Тифлисе, избирался председателем военно-революционного комитета.
После установления муссаватистского режима в Азербайджане находился в подполье, за революционную деятельность несколько раз был арестован. В декабре 1919 года выслан в Тифлис, жил в д. 26 на Полицейской (ныне — Шоты Нишнианидзе) улице.
После подавления Майского восстания Армении (1920) был направлен на партийную работу в Александрополь. После установления советской власти — председатель Эчмиадзинского РВК.
Осенью 1922 года командирован для получения образования в Москву. В 1927 году окончил экономический факультет Института народного хозяйства имени К. Маркса. Продолжил обучение в Институте красной профессуры. По завершении учёбы был направлен на преподавательскую работу в Баку, в 1931 году возглавил Закавказский коммунистический университет имени 26 Бакинских комиссаров. С декабря 1931 года — заведующий отделом культуры и пропаганды ЦК КП(б) Армении. С ноября 1933 года — Народный комиссар просвещения Армянской ССР.
Был обвинён в создании антисоветской группы, среди её членов указывались Г. Г. Батикян, К. С. Бохян, Р. М. Агамалян, М. Д. Киршенблат, М. О. Хачатрян, Д. А. Тер-Симонян. После самоубийства А. Ханджяна Нерсес Степанян был арестован и расстрелян

## Память

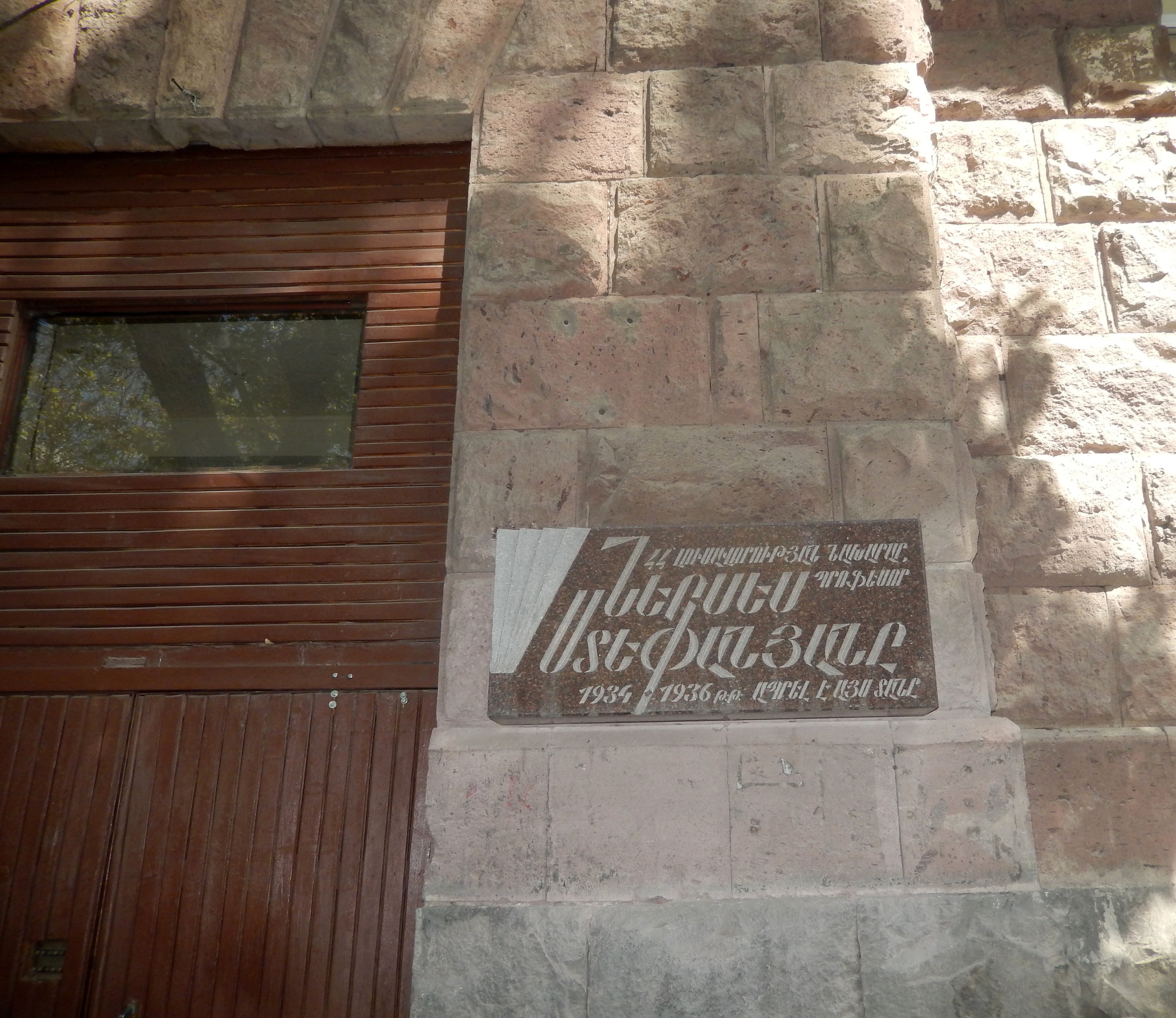
Мемориальная доска в Ереване. Ул. Карена Демирчяна, д. 60

Мемориальная доска в Ереване. Ул. Карена Демирчяна, д. 60.